# Olearia suavis
Olearia suavis là một loài thực vật có hoa trong họ Cúc. Loài này được Cheeseman mô tả khoa học đầu tiên năm 1892.